# نادي لوفتشين
نادي لوفتشين لكرة القدم (Fudbalski klub Lovćen Cetinje) هو نادي كرة قدم من مدينة ستنيي في مونتينيجرو. تأسس في 20 يونيو 1913 وهو أقدم نادي في مونتينيجرو وأحد أقدم الأندية في جنوب شرق أوروبا.

## وصلات خارجية
- الموقع الرسمي